# Morgenleite
Altchemnitz, Chemnitz-Morgenleite – dzielnica miasta Chemnitz w Niemczech, w kraju związkowym Saksonia. 